# Swing (platenlabel)

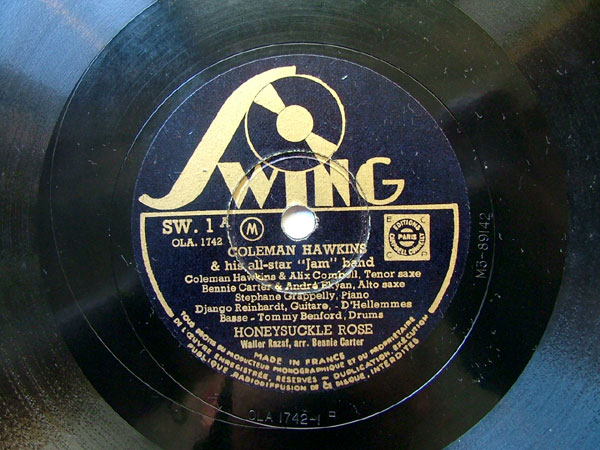
De eerste plaat op Swing Records, Honeysuckle Rose.

Swing was een Frans platenlabel, dat jazz-platen uitbracht. Het werd in 1937 opgericht door Charles Delaunay en Jean Berard en bestond tot in de jaren vijftig.
Het label kwam voort uit de activiteiten van Hot Club de France, die opgericht was door de jazz-expert en -schrijver Delaunay. De eerste releases van het label waren "Honeysuckle Rose"  en "Crazy Rhythm", gespeeld door de in Parijs verblijvende saxofonist Coleman Hawkins en een all-star-band met mannen als Benny Carter, Django Reinhardt en Stéphane Grappelli. Eind jaren dertig verschenen platen op 78-toeren van onder meer Hot Club de France, Mezz Mezzro, Eddie South, Rex Stewart, Frankie Newton en Bill Coleman. Na de oorlog bracht het platen uit van in Frankrijk levende of spelende musici als Kenny Clarke, Don Byas, Louis Armstrong, Dizzy Gillespie, Sidney Bechet en James Moody, maar ook van Franse jazz-musici (waaronder Martial Solal). Daarnaast bracht het in licentie platen uit van Amerikaanse jazz-muzikanten, zoals bebop-platen van Charlie Parker, Thelonious Monk, Art Pepper en Blue Note-opnames van Miles Davis. De laatste schellak-plaat op Swing was een opname van Solal. Eind jaren vijftig en begin jaren zestig verschenen op Swing lp's van bijvoorbeeld Cat Anderson, Benny Golson, Lionel Hampton, Bobby Jaspar, Zoot Sims, Clark Terry en Lucky Thompson.
Volgens muziekauteur Ashley Kahn was Swing het eerste platenlabel dat zich volledig toelegde op jazzmuziek.